# Sochinsogonia davisi
Sochinsogonia davisi är en insektsart som beskrevs av Young 1986. Sochinsogonia davisi ingår i släktet Sochinsogonia och familjen dvärgstritar. Inga underarter finns listade i Catalogue of Life.